# Чінда (комуна)
Комуна Чінда (швед. Kinda kommun) — адміністративно-територіальна одиниця місцевого самоврядування, що розташована в лені Естерйотланд у центральній Швеції.
Чінда 85-а за величиною території комуна Швеції. Адміністративний центр комуни — місто Чіса.

## Населення
Населення становить 9 750 чоловік (станом на вересень 2012 року). 
| Кількість населення комуни Чінда за 1970-2010 роки | Кількість населення комуни Чінда за 1970-2010 роки | Кількість населення комуни Чінда за 1970-2010 роки | Кількість населення комуни Чінда за 1970-2010 роки | Кількість населення комуни Чінда за 1970-2010 роки |
| -------------------------------------------------- | -------------------------------------------------- | -------------------------------------------------- | -------------------------------------------------- | -------------------------------------------------- |
| Рік                                                |                                                    |                                                    | Населення                                          |                                                    |
| 1970                                               | 1970                                               |                                                    | 10 487                                             | 10 487                                             |
| 1975                                               | 1975                                               |                                                    | 10 635                                             | 10 635                                             |
| 1980                                               | 1980                                               |                                                    | 10 595                                             | 10 595                                             |
| 1985                                               | 1985                                               |                                                    | 10 136                                             | 10 136                                             |
| 1990                                               | 1990                                               |                                                    | 10 274                                             | 10 274                                             |
| 1995                                               | 1995                                               |                                                    | 10 552                                             | 10 552                                             |
| 2000                                               | 2000                                               |                                                    | 10 129                                             | 10 129                                             |
| 2005                                               | 2005                                               |                                                    | 10 129                                             | 10 129                                             |
| 2010                                               | 2010                                               |                                                    | 9 762                                              | 9 762                                              |
| Джерело: SCB                                       |                                                    |                                                    |                                                    |                                                    |

## Населені пункти
Комуні підпорядковано 3 міські поселення (tätort) та низка сільських, більші з яких:
- Чіса (Kisa)
- Гурн (Horn)
- Рімфорса (Rimforsa)
- Гиклінґе (Hycklinge)
- Оппгем (Opphem)

## Галерея

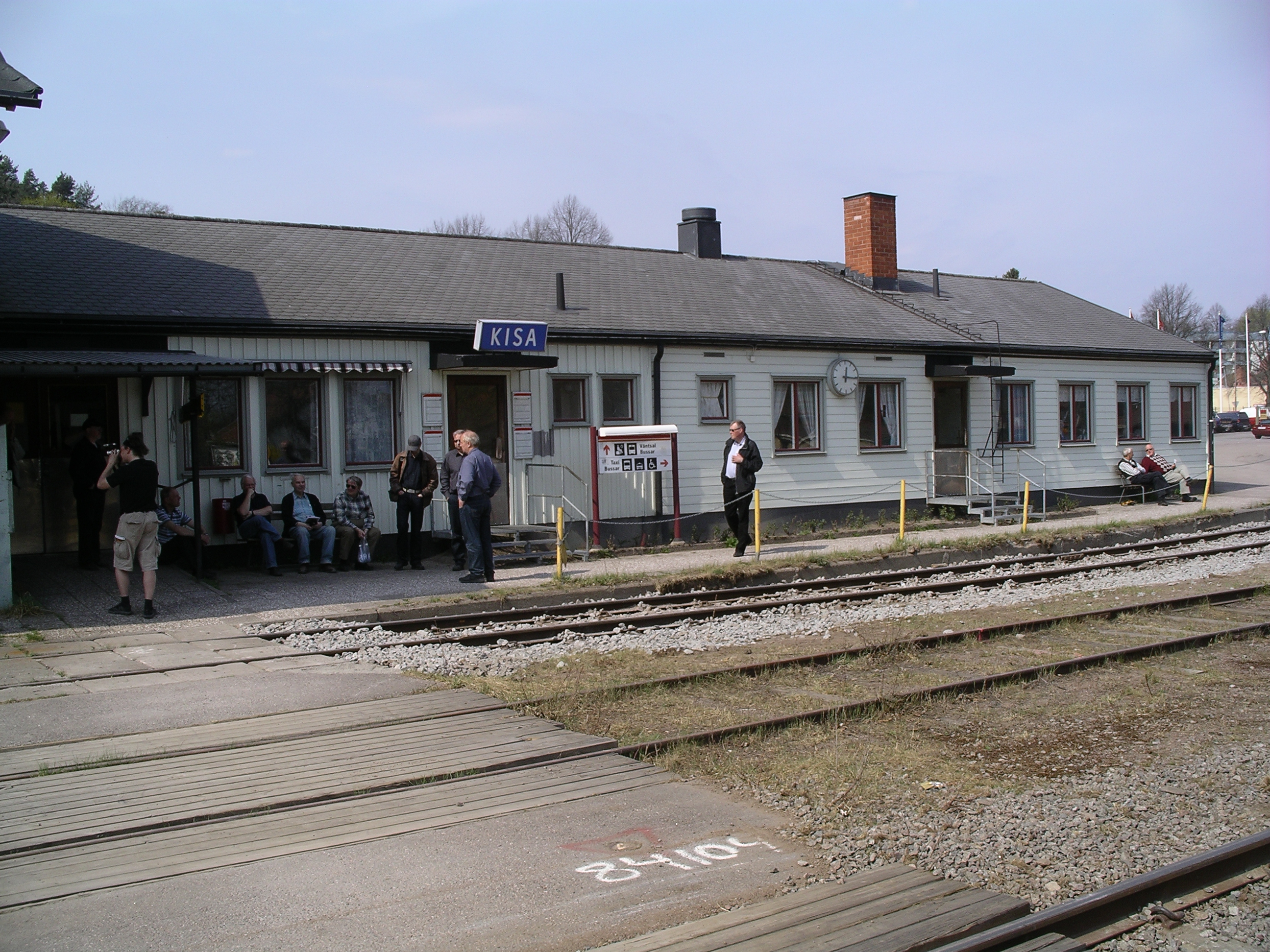
Залізнична станція Kisa
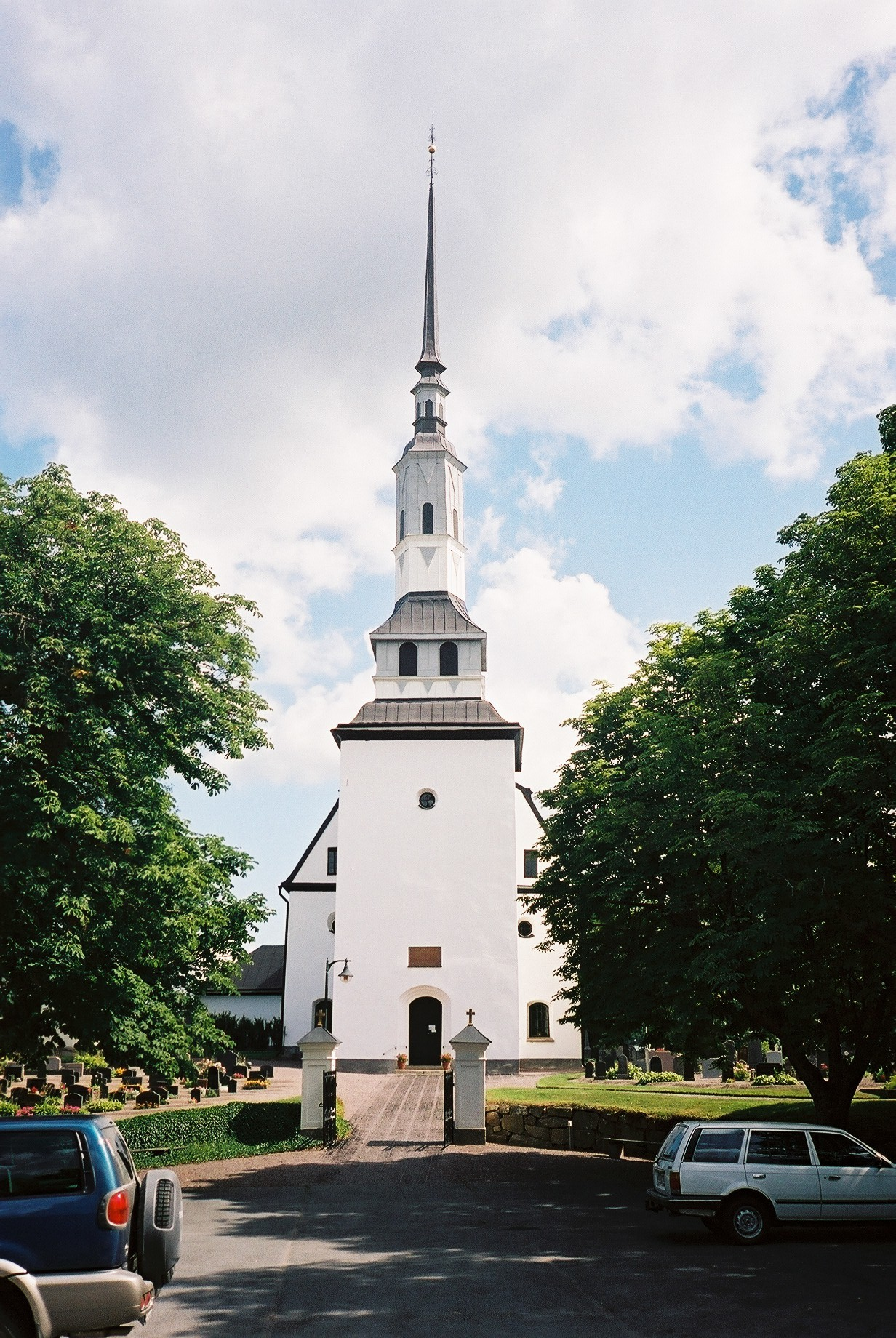
Церква (Гурн)
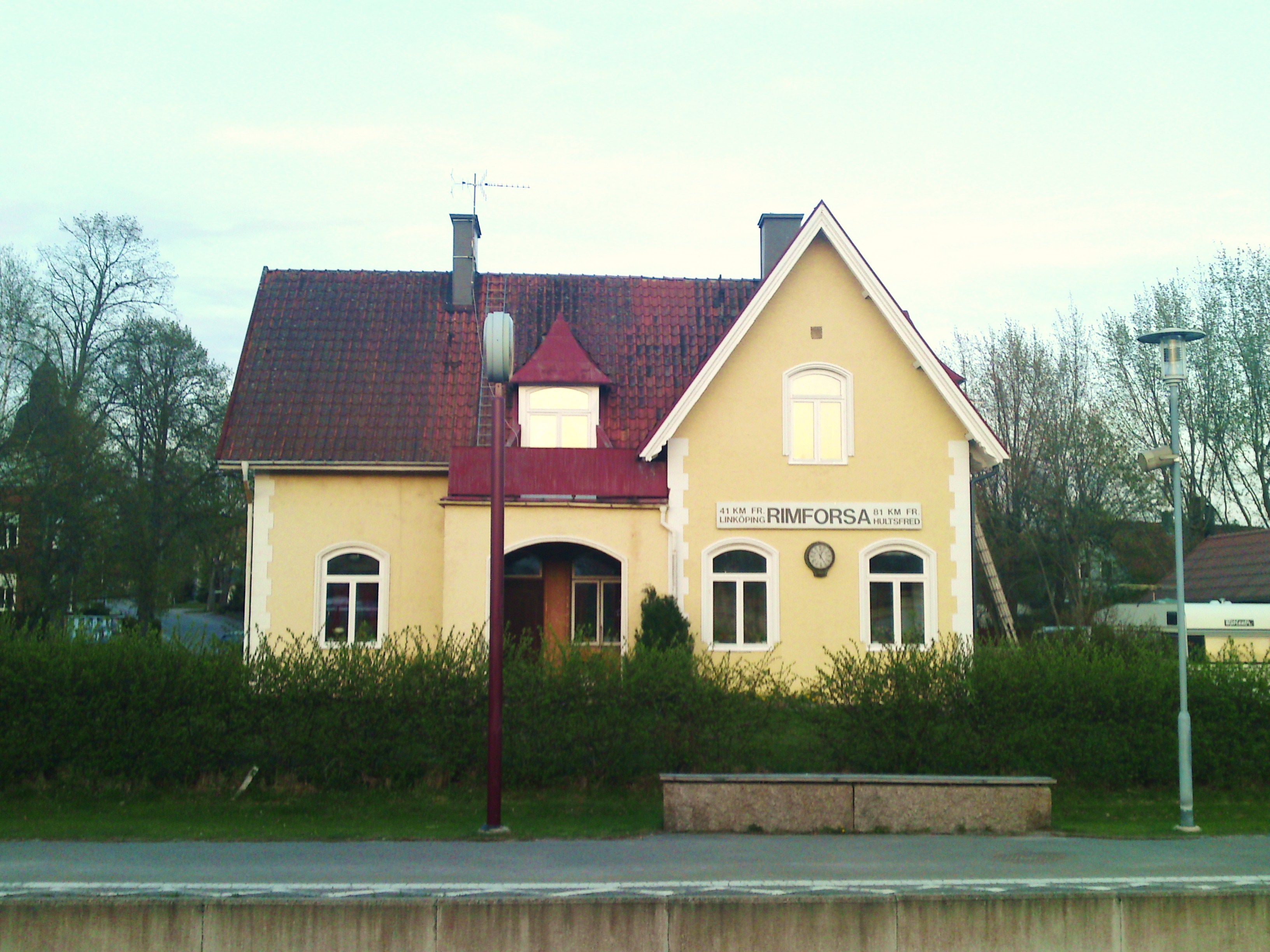
Залізнична станція Рімфорса

## Виноски
1. ↑  Folkmangd i riket, lan och kommuner (шв.) . Центральне бюро статистики Швеції. Архів оригіналу за 20 серпня 2013. Процитовано 15 лютого 2013.